# 地球発デ・ジ・キャラットラジオ略して地デジラジオ
『地球発デ・ジ・キャラットラジオ略して地デジラジオ』（ちきゅうはつデジキャラットラジオりゃくしてちデジラジオ）は、デ・ジ・キャラットと連動したインターネットラジオ番組。アニメイトTVで2009年7月14日から2010年5月7日まで配信された。
パーソナリティは、でじこ役の明坂聡美と、ぷちこ役のみなかみ菜緒、うさだ役の矢澤りえかの3人。

## パーソナリティ
- 明坂聡美（デ・ジ・キャラット役）
- みなかみ菜緒（プチ・キャラット役）
- 矢澤りえか（ラ・ビ・アン・ローズ/うさだヒカル役）

## 概要
- ゲーマーズ秋葉原店で公開録音されている。

## 番組概要
- 配信期間：2009年7月14日 - 2010年5月7日[1]
- 配信サイト：アニメイトTV
- 配信日：毎月1回